# Phlyctaeniella humuli
Phlyctaeniella humuli är en svampart som beskrevs av Petr. 1929. Phlyctaeniella humuli ingår i släktet Phlyctaeniella, divisionen sporsäcksvampar och riket svampar.   Inga underarter finns listade i Catalogue of Life.